# Michael Lindsay-Hogg
Sir Michael Edward Lindsay-Hogg, 5º Baronete (5 de maio de 1940) é um diretor de televisão, cinema, videoclipes e teatro britânico-estadunidense. Começando sua carreira na televisão britânica, Lindsay-Hogg tornou-se pioneiro na produção de filmes musicais, dirigindo filmes promocionais para os Beatles e os Rolling Stones. Após seu trabalho com essas bandas, ele se dedicou ao cinema e ao teatro, mantendo carreiras de sucesso na produção televisiva e de videoclipes.
É filho da atriz Geraldine Fitzgerald. Durante muito tempo acreditou que seu pai seria Sir Edward Lindsay-Hogg, porém aos 16 anos de idade sua mãe teria lhe dito que seu verdadeiro pai era Orson Welles. Entretanto essa afirmação nunca fora confirmada.:15
Entre seus trabalhos mais reconhecidos estão o documentário Let It Be (ganhador de um Grammy e um Oscar, ambos por melhor trilha sonora), Brideshead Revisited (considerada uma das melhores séries televisivas de todos os tempos) e a peça teatral Whose Life Is It Anyway? (indicada ao Tony Award de melhor peça e melhor direção). Além disso, dirigiu vários videoclipes para os Beatles, como "Rain", "Paperback Writer", "Hey Jude" e um filme dos Rolling Stones, The Rock and Roll Circus.